# NGC 959
NGC 959 (również PGC 9665 lub UGC 2002) – galaktyka spiralna (Sd), znajdująca się w gwiazdozbiorze Trójkąta. Odkrył ją Édouard Jean-Marie Stephan 9 listopada 1876 roku.